# Rainer Sonntag
Rainer Sonntag (* 1955 als Rainer Mersiowsky; † 1. Juni 1991 in Dresden) war ein deutscher Neonazi.

## Leben
Nach einem verratenen und gescheiterten Fluchtversuch im Jahr 1973 via Tschechoslowakei war der notorische Rebell Rainer Sonntag in der DDR als Inoffizieller Mitarbeiter der Deutschen Volkspolizei tätig. Informant wurde er aufgrund der ihm einmal eröffneten Wahl Gefängnis oder Informant, er war es auch während späterer mehrerer Inhaftierungen bis 1981 in verschiedenen Gefängnissen. Im Gefängnis sei Sonntag laut einer Recherche von Leigh Baldwin und Sean Williams auf den Weg der politischen Rechten geraten; das Gefängnissystem der DDR sei gewissermaßen ein „Universum des Nazismus“ gewesen, respektive für Rebellen die größtmögliche Reinform einer Opposition zu den Behörden. Sonntag galt in der DDR dennoch als „arbeitsscheues Element“. 1987 durfte er aus der DDR ausreisen. Laut Baldwin/Williams soll dem Antrag Sonntags, in den Westen zu ziehen, durch Vermittlung Wladimir Putins stattgegeben worden sein. Putin soll ihn sowohl in der DDR als auch in der BRD als KGB-Offizier geführt haben.
Er kam 1987 aus Dresden in die Bundesrepublik Deutschland. Dort suchte er Kontakt zur damaligen neonazistischen Szene um Michael Kühnen, für dessen Nationale Sammlung er 1988 bei der Kommunalwahl in Langen auf Listenplatz 3 kandidierte. Er ließ sich zunächst in Frankfurt am Main nieder, wo er als Leibwächter für Kühnen und dessen Hauptquartiere in Frankfurt und in Langen, aber auch mit Prostituierten seinen Lebensunterhalt verdiente. Infolge dieser Tätigkeit wurde Sonntag wegen illegalen Waffenbesitzes und Körperverletzung verurteilt.
Nach der Wende kehrte er nach Dresden zurück, wo er als Anführer der Deutschen Alternative den schwer erkrankten Kühnen vertrat. Er gründete dort den Nationalen Widerstand Dresden (NWD). Sonntag galt als Integrationsfigur der west- mit der ostdeutschen Neonazi-Szene und genoss insbesondere innerhalb der neonazistischen Szene ein hohes Ansehen. Zudem erwarb er sich einen Ruf als „Saubermann“, der mit Gleichgesinnten quasi als private Polizei in den Straßen von Dresden patrouillierte. Zunächst gingen er und seine Gefolgsleute gegen Hütchenspieler vor, anschließend nahmen sie das Drogen- und Rotlichtmilieu ins Visier.
Als Schutzgelderpresser bedrängte er am 31. Mai 1991 die beiden Zuhälter Nicolas Simeonidis und Ronny Matz zusammen mit mehreren Neonazis. Er setzte den beiden ein Ultimatum. Bei einer erneuten Konfrontation am Abend wurde Rainer Sonntag von Simeonidis auf der Leipziger Straße in Dresden erschossen.

## Urteile und Revision
Die beiden Täter wurden zunächst freigesprochen, da sie aus Notwehr gehandelt hätten. In der Revision wurde diese Entscheidung am 3. Februar 1993 vom BGH aufgehoben.
Der Schütze Nicolas Simeonidis wurde vom Landgericht Dresden im Oktober 1993 zu einer 5-jährigen Haftstrafe wegen Totschlags verurteilt. Ronny Matz erhielt wegen Mittäterschaft eine 10-monatige Bewährungsstrafe.

## Nachwirkung
Anschließend wurde Rainer Sonntag in der Neonazi-Szene als Märtyrer verstanden. Deren Anhänger versuchten, sein Andenken in Anlehnung an die „Blutzeugen“ der NS-Bewegung zu instrumentalisieren. Dies scheiterte jedoch letztlich an der keineswegs „sauberen“ Lebensführung von Sonntag. Eine kurzfristig geplante Demonstration zu Ehren Sonntags 14 Tage nach seinem Tod in der Dresdner Innenstadt mobilisierte 1500 Anhänger. Die Rechtsrock-Bands Landser (in Kanake verrecke) und Macht & Ehre (in Was habt ihr getan?) nahmen Bezug auf Sonntags Tod.
Nach Sonntags Tod gingen die Reste des NWD in der Nationalen Liste Sachsen und der Nationalen Offensive Sachsen auf.